# Daikatana
John Romero's Daikatana (ou simplesmente Daikatana) é um jogo de tiro em primeira pessoa desenvolvido pela Ion Storm e públicado pela Eidos Interactive. Foi lançado em 23 de Maio de 2000 para Windows, seu desenvolvimento foi liderado por John Romero. O jogo é conhecido por ser uma das maiores falhas comerciais da industria dos video-games.Daikatana foi mais tarde portado para Nintendo 64. Uma versão bem diferente do game, também foi portada para Game Boy Color. Uma versão para PlayStation também estava sendo produzida, mas acabou sendo cancelada durante o desenvolvimento.

A palavra Daikatana vem do japonês, que significa "grande espada".

## Controvérsia
Muito antes da versão final do jogo, ou seja, durante o desenvolvimento deste, Daikatana foi anunciado de uma maneira ofensiva por John Romero, famoso pelo seu trabalho na Id Software por ter trabalhado na produção de grandes jogos como Wolfenstein 3D, Doom, Quake e outros. A revista Time fez um breve comentário dizendo que "Tudo o que o designer de jogos John Romero toca, vira ouro e sangue."
Um anúncio sobre o jogo, foi criado por Mike Wilson e relutamente aprovado por Romero. Esse anúncio era um poster vermelho com letras pretas que continha o o texto "John Romero está prestes a fazê-lo tornar-se a sua vadia" e mais em baixo, havia o texto "Chupe" entre o logotipo da Eidos Interactive e da Ion Storm. Esse anúncio sujou a imagem da empresa.
Romero mais tarde, veio se desculpar em uma entrevista dizendo: "Quanto a esse anúncio, sentia que havia um bom relacionamento com o jogador e com a comunidade de desenvolvimento de jogos. Arrependo-me e peço desculpas por isso. "